# 진주중앙고등학교
진주중앙고등학교(晋州中央高等學校)는 대한민국 경상남도 진주시 하대동에 있는 공립 고등학교이다.

## 학교 연혁
- 2002년 3월 1일 : 서진고등학교 개교
- 2002년 3월 4일 : 제1회 입학식(13학급)
- 2003년 3월 1일 : 진주중앙고등학교로 교명 변경
- 2005년 2월 16일 : 제1회 졸업식(437명)
- 2017년 3월 1일 : 학칙 변경(24학급 인가)
- 2019년 3월 4일 : 고교학점제 선도학교 운영
- 2022년 3월 1일 : 교과교실제 선진형 학교 운영
- 2022년 12월 30일 : 제19회 졸업식(졸업생 194명, 총 5,656명)
- 2023년 3월 1일 : 고교학점제 준비학교 운영
- 2023년 3월 2일 : 신입생 입학(216명)
- 2023년 9월 1일 : 제11대 장중용 교장 부임

## 참고 자료
- 진주중앙고등학교 - 한국교육학술정보원 학교알리미